# Bannoncourt
Bannoncourt är en kommun i departementet Meuse i regionen Grand Est (tidigare regionen Lorraine) i nordöstra Frankrike. Kommunen ligger i kantonen Pierrefitte-sur-Aire som tillhör arrondissementet Commercy. År 2022 hade Bannoncourt 161 invånare.

## Befolkningsutveckling
Antalet invånare i kommunen Bannoncourt
| Referens: INSEE |